# Hygrophila corymbosa
Hygrophila corymbosa är en akantusväxtart som först beskrevs av Carl Ludwig von Blume, och fick sitt nu gällande namn av Gustav Lindau. Hygrophila corymbosa ingår i släktet Hygrophila och familjen akantusväxter. Inga underarter finns listade i Catalogue of Life.